# Torus Trooper
Torus Trooper是Kenta Cho设计的快节奏平面射击游戏。使用3D图像，类似Tempest 。发布为自由软件，在ABA Games可以下载。

## 玩法
在星空管道饰演torus，成波的敌军飞船冲来。时间限制设定，这段时间获取越多的点数可以进入下一关。时间过了，游戏也结束。
从对面进攻的敌军以较慢速度前进，发射规则的攻击波。BOSS有强大的攻防能力，击败它即可进入下一关。
有2种武器可用，一种速射武器；还有一种Torus Trooper的技能，可以积聚能量X武器。
三种难度Normal, Hard, Extreme影响默认速度。

## 链接
- 官方（页面存档备份，存于）
- Linux移植（页面存档备份，存于）Evil Mr. Henry
- Mac OS X移植（页面存档备份，存于）Entangled Space